# 劉若愚 (1926年)
劉若愚（1926年—1986年5月26日），北京人，中國文學研究專家。劉氏原為中國籍，後一度入英國籍，最終转入美國籍。

## 生平
曾於伦敦大學、香港大學、夏威夷大學、匹兹堡大學、芝加哥、史丹佛大學等校教授中文與英文。1967年任史丹佛大學中国文学教授。主要研究中国古典诗歌、诗论和文论，以及中西比较文学、比较诗学。

## 學歷
- 天主教輔仁大學學士（1948年）
- 英国布里斯托尔大学硕士（1952年）

## 著作

### 國家圖書館館藏著作
- 《中西文學理論綜合初探》
- 《清代詩說論要》
- 《風月錦囊考》
- 《李商隱詩的用語》
- 《李商隱詩的境界》
- 《李商隱詩評析》
- 《中國文學批評中的形上原理》
- 《做為境界和語言之探索的詩》
- 《中國詩學--做為詩之表現媒介的中文》
- 《中國的傳統詩觀》
- 《歐陽修研究》

### 英文著作
- 《中國詩學》(1962)
- 《中國之俠》(1967)
- 《北宋六人詞家》(1974)
- 《中國文學理論》(1975)
- 《中國文學藝術精華》(1979)
- 《語際批評家》(1982)
- 《語言·悖論·詩學》(1988)

Should be: 
《北宋六大詞家》(1974)
REF:
北宋六大詞家
北宋六大詞家作者: 劉若愚
出版社: 幼獅
副标题: 晏殊,歐陽修,柳永,秦觀,蘇軾,周邦彥
原作名: Major lyricists of the Northern Sung, A.D. 960-1126
译者: 王貴苓
出版年: 1986-1-1
页数: 195
ISBN: 9789575300913

## 外部來源
- 劉若愚--融合中西詩學之路
- 國家圖書館 | 劉若愚 （页面存档备份，存于）
- 論劉若愚「文學形上」論的易傳詮釋（页面存档备份，存于）
- 詞學研究方法和文學理論的思考以胡適劉若愚為例[永久]